# Hošťálková
Hošťálková är en ort i Tjeckien.   Den ligger i regionen Zlín, i den östra delen av landet, 260 km öster om huvudstaden Prag. Hošťálková ligger 378 meter över havet och antalet invånare är 2 036.
Terrängen runt Hošťálková är huvudsakligen lite kuperad. Hošťálková ligger nere i en dal. Runt Hošťálková är det ganska tätbefolkat, med 222 invånare per kvadratkilometer. Närmaste större samhälle är Vsetín, 9,3 km öster om Hošťálková. I omgivningarna runt Hošťálková växer i huvudsak blandskog.